# سید ضیاءالدین سیدجوادی
سید ضیاءالدین سیدجوادی (۱۲۹۱-) نماینده مجلس شورای ملی در دوره هفدهم از قزوین و عضو شورای مرکزی جبهه ملی ایران بود.
سید جوادی از روحانیون و معممین فعال در نهضت ملی شدن نفت و عضو جبهه ملی ایران بود او در دوره هفدهم مجلس شورای ملی از قزوین به نمایندگی مردم انتخاب شد. او از حامیان دولت ملی دکتر مصدق بود و در جریان استعفای نمایندگان در دوره هفدهم استعفا دادو از رفراندم حمایت کرد. وی بعد از ان در جریان نهضت مقاومت ملی در مقابله با کودتای ۲۸ مرداد فعال بود و در اثر همین فعالیت‌ها نیز مدتی به زندان رفت.
او در سال ۱۳۳۹ از اعضای هیئت مؤسس جبهه ملی ایران بود و در جریان کنگره ۱۳۴۱ جبهه ملی ایران از سوی شرکت کنندگان به عضویت شورا انتخاب شد. وی به همراه سید باقر جلالی موسوی، سید محمود طالقانی از معممین بنیانگذار و عضو شورای مرکزی جبهه ملی ایران بود. 